# Yannick Graziani
Yannick Graziani est un alpiniste français né le 24 octobre 1973 à Cagnes-sur-Mer dans les Alpes-Maritimes. Il est guide de haute montagne et membre de la Compagnie des guides de Chamonix depuis 2000.

## Biographie
Après sa première ascension du mont Blanc en 1989, Yannick Graziani réalise plusieurs courses dans le massif alpin avant de découvrir les Andes puis l'Himalaya avec une prédilection pour le Pakistan et le massif du Karakoram, dans lequel il s'est rendu à 15 reprises.

## Ascensions réalisées
Dans les Alpes, il a réalisé en particulier la directe américaine de la face ouest des Drus, la voie Gamma de la face sud des Écrins, les voies MacIntyre, No Siesta et Desmaison Gousseault de la face nord des Grandes Jorasses, la directe du Nez de Zmutt au Cervin, les goulottes Frêneysie Pascale et Hyper couloir en versant sud du mont Blanc.
Il a réalisé plusieurs ascensions dans différents massifs de très haute altitude.

### En Amérique du Sud
- Ascension de la face sud du Huandoy Sud (6 160 m) au Pérou en 1997, avec Jérôme Blanc-Gras. Récompensé par le Cristal de la FFME[2].
- Ascension en solo de l'Aconcagua par sa face sud (6 962 m) en Argentine en 1999.

### En Chine
- Ascension du Chomo Lonzo (7 790 m) en mai 2005, avec Christian Trommsdorff et Patrick Wagnon, cordée TGW[3].

### En Inde
- Ascension du Chaukamba II (7 100 m), du Shivling (6 543 m) et du Baghirati I (6 856 m) en 2002 avec Patrick Wagnon et Christian Trommsdorff[4].

### Au Népal
- Nouvelle voie sur l'Annapurna IV (7 525 m) en 2001.
- Nouvelle voie sur la face Est du Lobuche (6 100 m) en 1999.
- Nouvelle voie sur la face nord du Kusum Kangguru (6 370 m) en 1998.
- Voie Ghili-MacIntyre au Singu Chuli (en) (6 962 m), face sud du Roc Noir (7 500 m), tentative sur le sommet est de l'Annapurna (8 047 m), descente par la voie française du versant nord.
- Première ascension du versant est du Makalu (8 463 m) en mai 2004[5].
- Tentative à l'arête sud du Manaslu (8 163 m) en 2006.
- Ascension du Baruntse (7 220 m) en octobre 2008.
- Nouvelle voie sur le Nemjung (en) (7 140 m) en octobre 2009[6].
- Ascension de la face sud de l'Annapurna (8 091 m) en octobre 2013 avec Stéphane Benoist[7]. Récompensé par une mention spéciale aux Piolets d'Or 2014[8].
- Tentative sur le pilier sud ouest du Dhaulagiri (8 167 m) en octobre 2015 avec Patrick Wagnon. Repli à 7 100 m à cause des risques d'avalanche.
- Tentative sur la voie normale sud côté Népal de l'Everest (8 849 m) en mai 2017 et sans oxygène supplémentaire. Repli à 8 500 m en raison des fortes chutes de neige et du vent.

### Au Pakistan
- Ascension du Broad Peak (8 047 m) en juillet 2011.
- Première ascension du Pumari Chhish (7 350 m) en juin 2007[9].
- Tentative au pilier sud de l'Ultar Sar (7 388 m).
- Tentative sur le K2 (8 611 m) en juillet 2008 ; repli à cause du mauvais temps[10]
- Ascension du Gasherbrum I (8 069 m) en juillet 2015[11],[12].
- Tentative sur le Nanga Parbat (8 126 m), avec Hélias Millerioux, pour terminer la voie sud-ouest côté Diamir en juillet 2016. Repli à cause du vent à 7 800 m.
- Ascension de la tour nord de Biacherahi (env. 5 880 m) en avril 2018.